# 윈도우 지도
윈도우 지도(Windows Maps)는 마이크로소프트의 웹 매핑 클라이언트 소프트웨어이다. 윈도우 10 및 윈도우 11 운영 체제에 포함되어 있으며 엑스박스 시리즈 X/S 및 엑스박스 원 플랫폼에서도 사용할 수 있다.

## 특징
이 기능에는 도로 및 거리 이름이 포함된 클래식 스타일 지도 보기, 방향 찾기, 지도 그리기, 교통 상황, GPS 위치, 도로의 스트리트사이드(Streetside) 파노라마 보기 등이 포함된다. 사용자는 즐겨찾기와 길찾기를 마이크로소프트 계정과 동기화할 수 있다. 국가 지도를 사용자의 컴퓨터에 다운로드하여 오프라인으로 사용할 수 있다.

## 같이 보기
- 빙 맵스